# Marktzwerg (Skulptur)

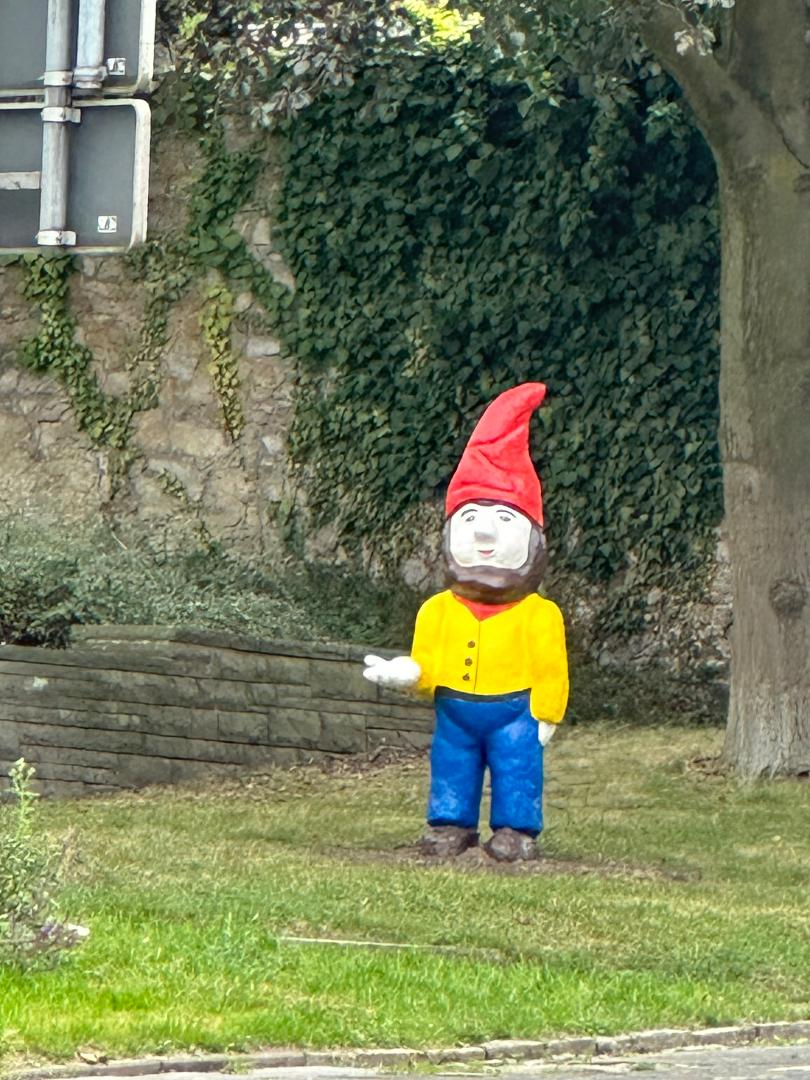
Marktzwerg im September 2024

Der Marktzwerg ist eine Skulptur im Aachener Stadtteil Eilendorf. Sie steht auf einer Grünfläche zwischen Von-Coels-Straße und Heckstraße, in der Nähe der Apolloniakapelle.

## Geschichte
Gestiftet wurde die Figur anlässlich des ersten Bürgerfestes im Jahr 1981. Die Stiftung erfolgte durch Peter Pütz, eines der Gründungsmitglieder des Karnevalsvereins KG Marktzwerge Eilendorf. Der Karnevalsverein wurde im Januar 1958 gegründet, löste sich jedoch in den 1990er Jahren auf.
In den nächsten 31 Jahren verlieb der Marktzwerg bis ins Jahr 2012 an seinem Platz. Danach wechselte er seinen Standort in die Kirchfeldstraße 62, an einen Durchgang bei der ehemaligen Gaststätte Pümpchen. Kurze Zeit später fand sich die Figur ausrangiert auf einem Betriebshof des Aachener Stadtbetriebs wieder. Durch günstige Umstände entging sie der endgültigen Entsorgung auf dem Recyclinghof.
Bis zu ihrem Fund auf dem Betriebshof im Jahr 2020 galt der Marktzwerg für einige Zeit als verschollen. Nach umfassenden Restaurierungsarbeiten, welche durch einige Eilendorfer getragen wurden, konnte die Figur im September 2024 wieder an ihren alten Standort zurückkehren.

## Aufbau
Der Marktzwerg hat eine Größe von ca. 180 cm, besteht aus Beton und wiegt ca. 500 kg.